# Karl Falk
Karl Henrik Falk (i riksdagen kallad Falk i Åhagen), född 8 december 1890 i Ljungs församling, Östergötlands län, död 27 november 1973 i Grebo, Åtvidabergs kommun, Östergötlands län, var en svensk lantbrukare och riksdagsledamot tillhörande Socialdemokraterna.
Falk var ledamot av riksdagens andra kammare 1933-1950 och var ledamot av första kammaren 1951-1956. Han var ledamot av bevillningsutskottet 1941-1949 och 1951-1954.